# Lăng Hải
Lăng Hải (tiếng Trung: 凌海; bính âm: Línghǎi) là một thành phố cấp huyện trực thuộc địa cấp thị Cẩm Châu, tỉnh Liêu Ninh, Trung Quốc. Thành phố nằm bên bờ hữu (tây) của sông Đại Lăng (大凌河), con sông này chảy ra Vịnh Liêu Đông cũng nằm gần thành phố.

### Nhai đạo
- Đại Lăng Hà (大凌河街道)
- Kim Thành (金城街道)

### Trấn
| - Thạch Sơn (石山镇) - Dư Tích (余积镇) - Song Bình (双羊镇) - Ban Cát Tháp (班吉塔镇) - Thẩm Gia Đài (沈家台镇) - Tam Đài Tử (三台子镇) | - Trấn dân tộc Mãn-Hữu Vệ (右卫满族镇) - Diêm Gia (闫家镇) - Tân Trang Tử (新庄子镇) - Nương Nương Cung (娘娘宫镇) - Thúy Nham (翠岩镇) |

### Hương
| - Đại Nghiệp (大业乡 - Tây Bát Thiên (西八千乡 - Kiến Nghiệp 建业乡 - Bạch Đài Tử 白台子乡 | - Tạ Truân 谢屯乡 - An Truân 安屯乡 - Bản Thạch Câu 板石沟乡 |

### Hương dân tộc
- Hương dân tộc Mãn Ôn Tích 温滴楼满族乡

### Khác
- Nông trường Đại Hữu (大有农场)